# Eukoenenia antanosa
Eukoenenia antanosa is een spinnensoort in de taxonomische indeling van de Palpigradi.
Het dier komt uit het geslacht Eukoenenia. Eukoenenia antanosa werd in 1950 beschreven door Rémy.